# Pracująca dziewczyna
Pracująca dziewczyna (ang. Working Girl) – amerykański film komediowy z roku 1988. Nominowany do Oscara w sześciu kategoriach, z czego nagrodzony w jednej (za najlepszą piosenkę), zdobył cztery Złote Globy oraz Nagrodę Grammy.

## Fabuła
Tess McGill jest sfrustrowaną sekretarką kobiety sukcesu prowadzącej firmę maklerską na Wall Street. Gdy jej szefowa łamie nogę na wakacjach w górach, Tess wykorzystuje jej nieobecność dla własnej kariery. Kiedy jednak szefowa wraca do biura, sprawy zaczynają się komplikować.

## Obsada
- Melanie Griffith jako Tess McGill
- Harrison Ford jako Jack Trainer
- Sigourney Weaver jako Katharine Parker
- Alec Baldwin jako Mick Dugan
- Joan Cusack jako Cynthia
- Philip Bosco jako Oren Trask
- Nora Dunn jako Ginny
- Oliver Platt jako David Lutz
- James Lally jako Turkel
- Kevin Spacey jako Bob Speck
- Elizabeth Whitcraft jako Doreen DiMucci
- Jeffrey Nordling jako Tim Rourke
- Robert Easton jako Armbrister
- Olympia Dukakis jako kadrowa
- Amy Aquino jako Alice Baxter
- Timothy Carhart jako Tim Draper
- inni.